# Адамовски, Эсекьель
Эсекьель Адамовски (исп. Ezequiel Adamovsky, род. 1971, Буэнос-Айрес) — аргентинский историк и политический деятель, написавший множество статей и книг об интеллектуальной истории, глобализации, антикапитализме и левой политике. Он профессор Университета Сан-Мартин и Университета Буэнос-Айреса. Он также является опытным исследователем, работающим в Национальном совете по научным и технологическим исследованиям и CNRS. Он был номинирован и получил множество наград за свои произведения, в том числе Ибероамериканскую книжную премию, которую он получил в 2020 году.

## Основные научные произведения
- Euro-Orientalism: Liberal Ideology and the Image of Russia in France, c. 1740–1880 (Oxford, Peter Lang, 2006)
- Historia de la clase media argentina: Apogeo y decadencia de una ilusión, 1919-2003 (Buenos Aires, Planeta, 2009)
- Historia de las clases populares en Argentina, de 1880 a 2003 (Buenos Aires, Sudamericana, 2012)
- La marchita, el escudo y el bombo: una historia cultural de los emblemas del peronismo (con Esteban Buch, Buenos Aires, Planeta, 2016)
- El gaucho indómito: de Martín Fierro a Perón, el emblema imposible de una nación desgarrada (Buenos Aires, Siglo Veintiuno, 2019)
- Historia de la Argentina, biografía de un país (desde la conquista española hasta nuestros días)(Buenos Aires, Crítica, 2020)